# Potamotrygon schuhmacheri
Potamotrygon schuhmacheri és una espècie de peix pertanyent a la família dels potamotrigònids.

## Descripció
- Fa 25 cm de llargària màxima.[6][7]

## Hàbitat
És un peix d'aigua dolça, bentopelàgic i de clima temperat.

## Distribució geogràfica
Es troba a Sud-amèrica: conques dels rius Paranà i Paraguai.

## Estat de conservació
La pèrdua i degradació del seu hàbitat (a causa de la construcció d'infraestructures, el desenvolupament agrícola i la contaminació de l'aigua) sembla ésser la seua principal amenaça. En canvi, no forma part del comerç internacional de peixos d'aquari ni de la dieta alimentària de les poblacions humanes locals.

## Observacions
És inofensiu per als humans.